# 圣克里斯托夫代巴尔德
圣克里斯托夫-德巴尔德（法語：Saint-Christophe-des-Bardes，法語發音：[sɛ̃ kʁistɔf de baʁd]）是法国吉伦特省的一个市镇，属于利布尔讷区。

## 地理
圣克里斯托夫-德巴尔德（44°53'47"N, 0°7'22"W）面积7.69 平方千米，位于法国新阿基坦大区吉倫特省，该省份为法国西南部沿海省份，是法國本土面积最大的省，北起滨海夏朗德省，西临大西洋，南至朗德省，东南接洛特-加龍省，东临多爾多涅省。
与圣克里斯托夫-德巴尔德接壤的市镇（或旧市镇、城区）包括：蒙塔涅、圣埃米利永、圣艾蒂安德利斯、圣伊波利特、圣洛朗德孔布。
圣克里斯托夫-德巴尔德的时区为UTC+01:00、UTC+02:00（夏令时）。

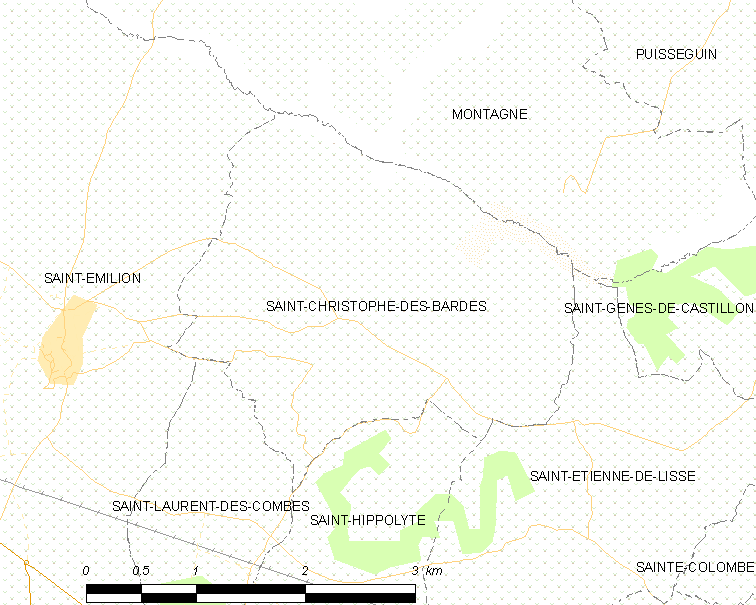
圣克里斯托夫-德巴尔德的OSM定位图

## 行政
圣克里斯托夫-德巴尔德的邮政编码为33330，INSEE市镇编码为33384。

## 政治
圣克里斯托夫-德巴尔德所属的省级选区为北利布尔奈县。

## 人口
圣克里斯托夫-德巴尔德于2022年1月1日时的人口数量为390人。

1962-2008年间圣克里斯托夫-德巴尔德人口变化图示